# Abri du Barranco de la Casa Forestal de Tormón II
L' abri du ravin de la maison forestière de Tormón II est un abri sous roche situé dans la commune de Tormón, comarque de Comunidad de Teruel dans la province de Teruel.
Il contient des peintures rupestres de thèmes variés de l'art levantin, d'Art schématique ibérique et de gravures, faisant partie de l'ensemble de l'Art rupestre du bassin méditerranéen de la péninsule Ibérique déclaré patrimoine mondial par l'UNESCO en 1998 (réf. 874-...).
Il appartient au groupe d'abris sous roche de la Ruta de Arte Rupestre de Tormón, dans le parc culturel d'Albarracín.

## Découverte et localisation

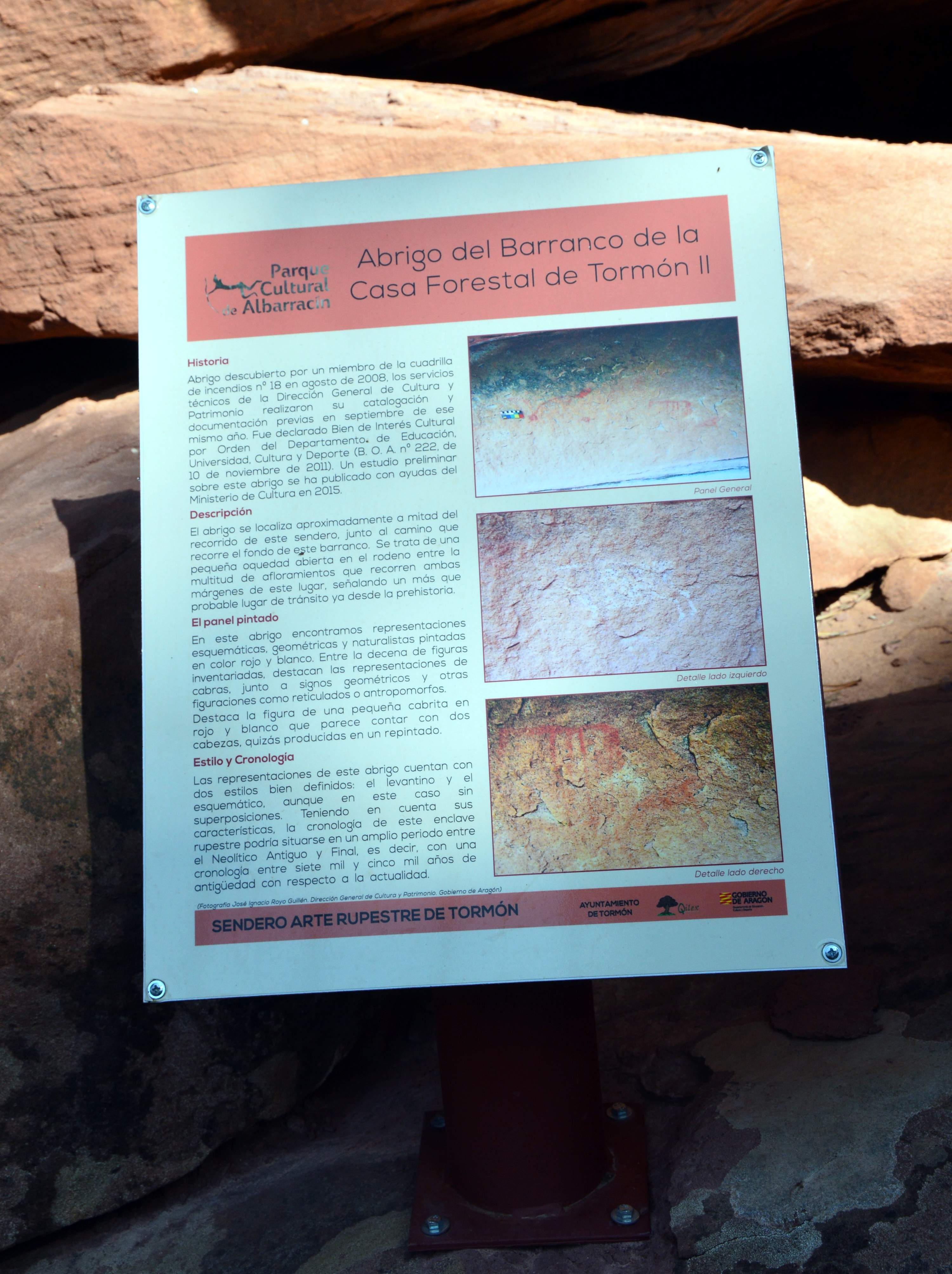
Panneau de l'abri de la Casa Forstal de Tormon II

Découvert par un membre de l'équipe de pompiers n°18 (Ricardo Canet) - en septembre 2009 - : les services techniques de la Direction générale de la culture et du patrimoine du Gouvernement d'Aragon ont réalisé les travaux antérieurs de catalogage et de documentation à son déclaration comme Bien d’intérêt culturel (BIC).
Cependant, jusqu'à son étude et sa publication (M. Bea et J. Angás, 2015), le refuge est resté inédit.
L'abri, datant entre le Néolithique ancien et supérieur (7000-5000 av. J.-C.), est situé à environ 1,7 km de l'abri de la Hoya de los Navarejos V. Il est dans le même éperon rocheux que l' abri du ravin de la maison forestière Tormón III (non encore visitable). Son entrée est recouvert d'un surplomb en pierre et se trouve protégée par une grille en fer.

## Description

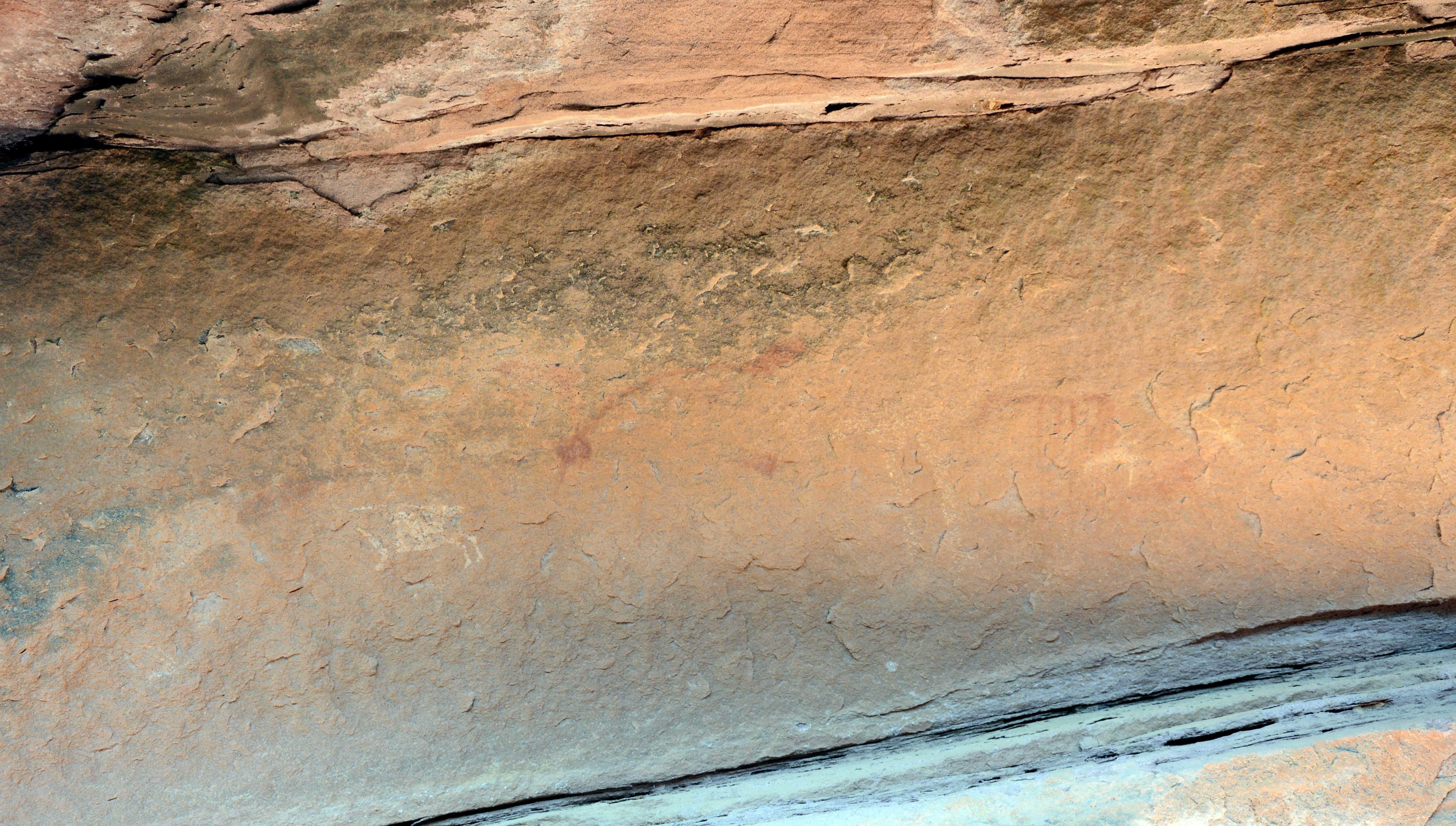
Détail de la fresque

La fresque se caractérise par l'abondance des motifs représentés, ainsi que par sa variété stylistique et chromatique.
Dans cet abri, des représentations typiquement naturalistes (levantines) sont visibles, schématiques et géométriques peintes en couleurs rouges et blanches, :

« Plus d'une douzaine de figures ont été documentées, parmi lesquelles des chèvres, des anthropomorphes, des signes géométriques ou des grilles. De toutes, se distingue la figurine d'une chèvre naturaliste peinte en rouge et blanc et avec deux têtes, peut-être le produit d'un processus de repeinture de la figure originale.
Sentier de l'art rupestre de Tormón. Guide didactique, José Ignacio Royo Guillén et al »

Malgré la complexité thématique et stylistique, jusqu'à 11 motifs ont été identifiés dans cette fresque. Au total, c'est une conjonction très intéressante de techniques différenciées (peinture/grattage) pour compléter une représentation unique. :
- Motif 1 : Restes probables d'un quadrupède aux tons blanchâtres, leur mauvais état de conservation empêche de plus amples détails.

- Motif 2 : Restes rouges imprécis.

- Motif 3 : Quadrupède face à droite, blanc. Représenté avec peu de précision : il manque la tête (elle n'était pas représentée), les pattes postérieures (jarret compris) et une patte antérieure sont visibles.

- Motif 4 : Tache rouge informe, non identifiée.

- Motif 5 : Signe rouge à tendance linéaire et développement diagonal ascendant (vers la droite), avec des détails intéressants aux extrémités : tandis que celui de gauche présente un épaississement globulaire à lobes arrondis, celui de droite est plus large que la ligne centrale.

- Motif 6: Tache rouge informe, non identifiée.

- Motif 7 : Vestiges non identifiés : il s'agit d'une fosse peu profonde dans laquelle il est très difficile d'identifier une morphologie précise (elle pourrait représenter les pattes d'un grand zoomorphe).

- Motif 8 : Panneau rouge à tendance rectangulaire fermé, à l'intérieur des lignes verticales parallèles sont observées (certaines dépassent en dessous de la forme rectangulaire).

- Motif 9 : Probablement tête de caprinae dessinée dans les tons blancs, avec restes de même couleur sur la partie inférieure, identifiée également comme une éventuelle tête de bouc tournée vers la gauche (museau allongé, début du cou et bois en forme de "S").

- Motif 10 : Tache rouge, identifiée comme les restes mal conservés du corps d'un animal : les pattes postérieures sont représentées aux extrémités du noyau central par deux fines lignes linéaires.

- Motif 11 : Tête de chèvre tournée vers la droite et peinte en blanc : partage des caractéristiques avec le motif 9 et est en relation avec le motif 10 (corps de l'animal).